# 神奈川県立平塚湘風高等学校
神奈川県立平塚湘風高等学校（かながわけんりつ ひらつかしょうふうこうとうがっこう）は神奈川県平塚市に所在する公立の高等学校である。2009年（平成21年）4月に神奈川県立神田高等学校と神奈川県立五領ヶ台高等学校の統合で開校した。設備は神田高校のものを使用している。

## 設置学科・系
- 年次進行型の単位制 普通科
  - 人文社会系
  - 自然環境系
  - スポーツ・福祉系
  - 芸術系
  - 国際系
  - 情報メディア系

## 部活動
- 運動部

硬式テニス部、バスケットボール部、卓球部、バドミントン部、サッカー部、陸上競技部、ソフトテニス部、硬式野球部、山岳部、柔道部、ウエイトリフティング部、女子バレーボール部、水泳部。
- 文化部

美術・工芸部、演劇部、吹奏楽部、合唱部、華道部、茶道部、コミッククリエーション部、軽音楽部、鉄道研究同好会、手芸同好会、文化系学習同好会、児童文化同好会、写真部、ESS部。

## 平塚湘風高等学校 進学実績
- 大学合格実績

神奈川工科大学、鶴見大学、国士舘大学
和光大学、鎌倉女子大学、田園調布学園大学
恵泉女学園大学、横浜美術大学、東海大学、
玉川大学、江戸川大学、ヤマザキ動物看護大学
産業能率大学、松蔭大学、横浜薬科大学
東京工芸大学、聖徳大学、千葉科学大学
駒澤大学、駒沢女子大学、武蔵野大学
東京福祉大学、法政大学、女子美術大学
横浜市立大学、京都府立大学、大正大学。

## 校名の由来
県立高等学校校名検討懇話会で審議し、次のような理由で選定された。
- 市の名称である「平塚」を冠する。
- 湘で湘南という地域をイメージさせながら、風が吹き抜けていくことにより生まれ変わるという姿勢をアピールすることで「湘南の新しい風が入る」という、新校の立地とイメージを両立させる。

## スクールカラー
「ターコイズブルー」(Ｃ90 Ｙ20)

## 校訓
自主・自律　　誠実　　創造

## 校章・校歌
校章デザイン - 奥野和夫
校歌作詞 - 駒井瞭　校歌作曲 - 豊住竜志

## 沿革
- 2009年（平成21年） - 神田高等学校と五領ヶ台高等学校の統合で開校。

## 交通
出典 : 
| 乗車駅              | 系統                    | 下車停留所                   | 運行事業者 |
| ------------------- | ----------------------- | ---------------------------- | ---------- |
| JR東海道本線 平塚駅 | 平52・平57・平60・平157 | 「田村団地」、徒歩5分        | ■神奈中    |
| 小田急線 本厚木駅   | 平53・平153             | 「駒返橋」、徒歩8分          | ■神奈中    |
| 小田急線 伊勢原駅   | 平86・伊82              | 「横内公民館入口」、徒歩10分 | ■神奈中    |

## 著名な出身者
神田高校および五領ヶ台高校の出身者はそれぞれの記事を参照。